# Casamento de Vitória do Reino Unido e Alberto de Saxe-Coburgo-Gota
O casamento de Vitória do Reino Unido e Alberto de Saxe-Coburgo-Gota, mais tarde recebendo o título de Príncipe Consorte, ocorreu em 10 de fevereiro de 1840 na Capela Real do Palácio de St. James, em Londres.

## Antecedentes
Vitória ascendeu ao trono britânico em 20 de junho de 1837, apenas um mês após seu aniversário de 18 anos. Apesar de seu posto como monarca do Império Britânico, como uma jovem solteira, ela era obrigada, por convenção social, a continuar vivendo com a sua mãe, Vitória, Duquesa de Kent e Strathearn, apesar de suas diferenças e desentendimentos quanto ao Sistema de Kensington e a dependência contínua de sua mãe em Sir John Conroy. Sua mãe foi enviada para um apartamento remoto no Palácio de Buckingham, e Vitória frequentemente recusava se encontrar com ela.

Sendo jovem e aparentemente mal equipada para suas novas responsabilidades, não se esperava que ela governasse sozinha por muito tempo. Quando Vitória reclamou com seu mentor, William Lamb, 2.º Visconde Melbourne, que a proximidade de sua mãe prometia ser um “tormento por muitos anos”, Melbourne simpatizou com sua aflição e disse que isso poderia ser evitado pelo casamento, que Vitória chamou de “alternativa chocante”. Mas ela mesma recusou a ideia de arranjar um marido, escrevendo:
Eu temia a ideia de me casar [...] Eu estava tão acostumada a fazer as coisas do meu jeito que achava [...] que não deveria concordar com ninguém.
Como Isabel I, ela estava preocupada que um marido pudesse querer reduzir os seus poderes, se mostrando relutante em prosseguir com o assunto. Mas o mesmo não poderia ser dito sobre o resto da corte, visto que a família de Vitória continuava com a ideia de que ela poderia se casar com seu primo, o príncipe Alberto, filho de Ernesto I, Duque de Saxe-Coburgo-Gota, e sobrinho da mãe de Vitória. Ambos eram próximos em idade, compartilhavam parentesco próximo e Charlotte Heidenreich von Siebold havia sido escolhido por suas mães para auxiliar em seus partos.

Vitória e Alberto haviam se encontrado pela última vez quando ele e seu irmão, Ernesto, fizeram uma visita a Londres pouco antes de seu aniversário de 17 anos, em maio de 1836. A visita foi registrada no diário da princesa como:
Alberto, que é tão alto quanto Ernesto, mas mais corpulento, é extremamente bonito; seu cabelo é mais ou menos da mesma cor que o meu; seus olhos são grandes e azuis, e ele tem um belo nariz e uma boca muito doce com dentes finos; mas o encanto de seu semblante é sua expressão, que é muito agradável; c'est à la fois [isto é, ao mesmo tempo] cheio de bondade e doçura, e muito esperto e inteligente.
Mas Alberto não estava preparado para as comemorações do aniversário de Vitória, que contou com muitos bailes e festas, ficando cansado e decidindo se retirar mais cedo. Mesmo assim, os dois se deram muito bem, e é relatado que Vitória chorou quando chegou a hora de ele retornar para a Confederação Germânica.
Apesar disso, Vitória não mostrava ansiedade para se casar. Ao saber de sua ascensão ao trono, Alberto escreveu para parabeniza-la em uma carta formal, onde desejou um reinado “longo, feliz e glorioso” e rezou para que ela pensasse às vezes “em seus primos em Bonn”. Enquanto isso, a especulação da imprensa sobre com quem a jovem rainha iria casar apenas aumentava, e isso se intensificou quando ela concordou relutantemente que Alberto e Ernesto fizessem outra visita à Inglaterra. Eles chegaram a Windsor em 10 de outubro de 1839.

Apesar de suas ressalvas, Vitória ficou totalmente cativada quando pôs os olhos em Alberto pela primeira vez em três anos desde sua última visita.
A beleza de Alberto é impressionante. Ele é tão amável e não afetado – em suma, muito fascinante; ele é excessivamente admirado aqui.
Apenas quatro dias depois, Vitória escreveu a seu primeiro-ministro e mentor, o 2.º Visconde Melbourne, deixando explícito que havia mudado de ideias sobre o casamento com Alberto, estando disposta a estabelecer tal compromisso. Melbourne aprovou sua escolha, escrevendo de volta:
Ele parecer um jovem muito agradável, é certamente muito bem-apessoado e, quanto ao caráter, devemos sempre arriscar.
Como monarca, Vitória era quem deveria propor o casamento. E pouco depois do meio-dia em 15 de outubro, apenas cinco dias após a chegada dos príncipes em Windsor, Vitória convidou Alberto e pediu-lhe que se casasse com ela. Quando ele aceitou o pedido, eles se abraçaram e a jovem rainha escreveu em seu diário naquele dia “Oh! Como eu o adoro e o amor, não sei dizer!!”, enquanto Alberto disse a um amigo “Atingi o ápice do meu desejo”.
Ela mostrou interesse na educação de Alberto para o futuro papel que ele teria como seu marido, mas resistiu às tentativas de apressar o casamento.

## Preparativos
Juntamente com o 2.º Visconde Melbourne, Vitória começou a planejar uma cerimônia luxuosa que aumentaria ainda mais sua popularidade. Até então, os casamentos reais eram tradicionalmente cerimônia pequenas e privadas realizadas tarde da noite, mas a rainha decidiu mudar isso. Ela estava determinada a que seu povo pudesse assistir a procissão nupcial se dirigir ao Palácio de St. James, onde a cerimônia seria realizada na Capela Real. Ela também convidou mais convidados dos que as cerimônias passadas.
Vitória revolucionou a moda para noivas ao escolher um vestido branco para se casar, uma cor que ainda era associada com o luto na época, também escolhendo o branco como a cor para o vestido de suas 12 damas de honra. Mas decidir quem deveria servir nesse papel foi difícil, graças à exigência de Alberto de que cada uma delas deveria ter nascido de uma mãe de caráter impecável. O que funcionava na teoria, mas na prática muitas damas da corte tiveram casos com os tios de Vitória, os quais preferiam amantes à suas esposas.
Outros problemas foram apresentados pelo fato de que a Capela Real em St. James só poderia acomodar 300 pessoas, então o casal foi obrigado a diminuir a lista de convidados, o que se provou um desafio. Vitória também gerou polêmica ao convidar apenas cinco políticos conservadores a contragosto, o que destacou sua predisposição ao partido Whig, que tinha Melbourne como um de seus líderes.

### Vestido de casamento
Quando se tratava de seu vestido de casamento, Vitória tinha opiniões igualmente decididas. A rainha se recusou a usar suas vestes de Estado de veludo carmesim. Em vez disso, ela optou por um vestido branco puro e “simplesmente magnífico”. Isso aumentaria sua pureza e inocência no olhar das pessoas, mas também tinha um efeito mais prático: tornava-a mais visível para os milhares de súditos que assistiriam a procissão. Ao fazer isso, ela estabeleceu uma tradição que seria observada em todo o mundo. O vestido ainda tinha a vantagem adicional de ser fácil de reproduzir, iniciando a mania de mulheres em todo o país copiando a moda das noivas reais.
A renda foi desenhada por William Dyce, chefe da então Government School of Design, que mais tarde seria conhecida como Royal College of Art, e montada em um vestido de cetim branco feito por Mary Bettans. O vestido de cetim simples de cor creme foi feito em Spitalfields, leste de Londres, e enfeitado com babados e enfeites de renda feitos à mão em Honiton and Beer, em Devon. Isso demonstrou apoio à indústria inglesa, particularmente à indústria artesanal de rendas. Flores de laranjeira, símbolo da fertilidade, também adornavam o vestido e compunham a coroa de flores de Vitória, que ela escolheu usar em vez de uma tiara sobre o véu. O véu, que combinava com o babado do vestido, tinha quatro metros de comprimento e 75 centímetros de largura, e a cauda do vestido, carregada por suas damas de honra, media 5,5 m de comprimento.
O sapato que ela usava combinavam com a cor branca do vestido. Suas joias consistiam em brincos, um colar de diamantes, um broche de safira dado a ela por Alberto, além da Ordem da Jarreteira.

A rainha descreveu sua escolha de vestido em seu diário:
Eu usava um vestido de cetim branco, com um babado de renda Honiton, uma imitação de um desenho antigo. Minhas joias eram meu colar e brincos de diamantes turcos e o lindo broche de safira do querido Alberto.

## Casamento
Vitória e Alberto se casaram em 10 de fevereiro de 1840, na Capela Real do Palácio de St. James, em Londres.
Quando o dia do casamento finalmente chegou, Vitória acordou com uma chuva torrencial em Londres, mas isso não diminuiu seu ânimo. Ela escreveu um bilhete para seu noivo, que perguntava: “Como vocês está hoje e dormiu bem?”. Nas ruas, a multidão enfrentava a chuva desde as oito horas da manhã para conseguirem ver a jovem rainha a caminho de seu casamento. O público comemorou ao vê-la passar em sua carruagem, usando seu vestido branco, um colar de diamantes e um broche de safira que Alberto havia lhe dado como presente, uma prática que continuou durante todo o casamento.
Apesar de estar usando o uniforme escarlate e branco de um Marechal de Campo britânico, Alberto não causou uma impressão favorável, e Florence Nightingale, que estava no meio da multidão, observou que ele aprecia estar usando roupas “sem dúvida emprestadas para se casar”.
O pai de Vitória, Eduardo, Duque de Kent e Strathearn, havia morrido quando ela ainda era um bebê, então seu tio, Augusto Frederico, Duque de Sussex, foi quem caminhou com ela até o altar. Enquanto percorriam os salões de aparato até a Capela Real, as damas de honra, que um convidado reclamou que estavam vestidas de maneira tão simples que pareciam “garotas da aldeia”, tiveram dificuldade para lidar com a cauda de 5,5 metros do vestido de Vitória e continuaram pisando nos pés uma das outras. Mas isso não diminuiu o ânimo da noiva, que registrou que foi criado um lindo efeito em seus vestidos brancos enfeitados com rosas brancas.
Apesar de suas preocupações anteriores sobre o casamento corroer seu poder, a rainha insistiu em manter o voto de obedecer seu marido. Isso gerou preocupações sobre o papel político de Alberto, embora logo tenha se tornado óbvio que Vitória não estava disposta a obedecer a ninguém, apesar de ter o príncipe como um conselheiro próximo.
A recepção do casamento foi realizada na forma de um café da manhã no Palácio de Buckingham. Antes de começar, os recém-casados passaram cerca de meia hora a sós. Vitória deu um anel a Albert e ele disse a ela que eles nunca deveriam guardar segredos um do outro.

O casal havia encomendado cem bolos para o dia e o restante para ser distribuído entre parentes, embaixadores, funcionários da casa e do Estado. O bolo de casamento em si foi uma criação gigantesca, pesando 136 quilos, 2 metros de circunferência e 40 centímetros de altura. Foram necessários quatro homens para carrega-lo. O bolo foi decorado com uma figura da Britânia, ladeada por cupidos, um deles segurando um livro com a data do casamento. O Times relatou:
Temos certeza de que nenhum dos querubins no bolo de casamento real pretendia representar Henry Temple, 3.º Visconde Palmerston. A semelhança, portanto, deve ser puramente acidental.
Assim que o banquete terminou, a rainha trocou seu vestido de casamento por um de seda branca e partiu com seu novo marido para o Castelo de Windsor. O diarista Charles Greville resmungou que a carruagem estava surrada e eles tinham apenas uma pequena escolta. Mas, como Vitória havia previsto, sua escolha agradou a um povo cansado dos excessos de seus tios. Ela escreveu que havia “uma multidão imensa nos ensurdecendo” durante todo o caminho até Windsor.

Quando finalmente chegaram às sete horas daquela noite, a jovem rainha estava com dor de cabeça e teve que se deitar. Seu novo esposo atencioso sentou-se ao seu lado, e ela escreveu com entusiasmo:
NUNCA, NUNCA passei uma noite dessas!!! MEU QUERIDO, QUERIDO, QUERIDO Alberto... seu amor e afeição excessivos me deram sentimentos de amor e felicidade celestiais que eu nunca poderia esperar ter sentido antes! Ele me apertou em seus braços e nos beijamos de novo e de novo! Sua beleza, sua doçura e gentileza - realmente, como posso ser grato o suficiente por ter um marido assim! Ser chamado por nomes de ternura, nunca ouvi falarem assim de mim antes - foi uma felicidade inacreditável! Oh! Este foi o dia mais feliz da minha vida!